# چک ۸۷ ای‌بی
چک ۸۷ ای‌بی (به انگلیسی: Chak 87EB) یک روستا در پاکستان است که در پنجاب واقع شده‌است.